# Yin Jian
Yin Jian, född den 25 december 1978 i Xichong i Kina, är en kinesisk seglare.
Hon tog OS-guld i RS:X i samband med de olympiska seglingstävlingarna 2008 i Qingdao i Kina.